# Angélique Namaika
Angélique Namaika est une religieuse catholique de l'ordre des Sœurs augustines de Dungu et Doruma de la République démocratique du Congo. 
Elle est récipiendaire en 2013 du Nansen Refugee Award, attribué par le Haut Commissariat des Nations unies pour les réfugiés. Ce prix a récompensé son travail, dans le nord-est de la République démocratique du Congo (RDC), en faveur des femmes victimes des violences des milices de l’Armée de Résistance du Seigneur (LRA). Sœur Angélique est responsable du Centre pour la réintégration et le développement à Dungu, en Province Orientale. Elle soutient des milliers de femmes et d’enfants déplacés et victimes des rebelles de la LRA. 